# Wickie auf großer Fahrt
Wickie auf großer Fahrt ist die Fortsetzung des Filmes Wickie und die starken Männer. Beide basieren auf der Zeichentrick-Fernsehserie Wickie und die starken Männer, die ihrerseits eine Adaption des gleichnamigen Kinderbuchs Wickie und die starken Männer von Runer Jonsson war.
Regie führte Christian Ditter. Als Besetzung wurden dieselben Schauspieler wie im ersten Teil engagiert. Der Film ist die erste deutschsprachige Real-3D-Produktion. Die Weltpremiere fand am 26. September 2011 in München statt. Am 29. September 2011 startete er in den deutschen Kinos.

## Handlung
Die Wikinger um Häuptling Halvar sind wieder auf Raubzug. Als sie unterhalb eines Abhangs eine Gruppe schlafender Ritter und drei Pferdewagen erblicken, soll sich Halvars Sohn Wickie beweisen und die Ritter bestehlen. Beim Versuch, einem der Schlafenden Schlüssel zu einem verschlossenen Wagen zu entwenden, kommt Wickie plötzlich ein fremdes Mädchen zuvor. Die Ritter wachen auf und entdecken Wickie, worauf die anderen Wikinger eingreifen und es zum Kampf kommt. Im Kampfgetümmel gelingt es einem der Ritter, Wickie zu packen und ihn zu einer Gruppe versklavter Inuit in einen vergitterten Wagen zu sperren. Das fremde Mädchen erschreckt das an den Wagen mit den Gefangenen angespannte Pferd, woraufhin dieses durchgeht. Wickie gelingt es, den Wagen zu stoppen und die Inuit und sich zu befreien. Die Inuit bedanken sich bei ihm und fliehen vom Ort des Geschehens. Wickie entdeckt dabei ein Buch, welches die Inuit zurückgelassen haben. Die anderen Wikinger haben mittlerweile erkannt, dass es bei den Rittern nichts mehr zu holen gibt, da diese bereits knapp zuvor vom Schrecklichen Sven bestohlen worden sind. Halvar rügt seinen Sohn, da er von der kurzzeitigen Gefangennahme Wickies nichts mitbekommen hat und glaubt, dieser habe sich aus Angst vom Ort des Kampfes entfernt.
Im Dorf Flake sind die Dorffrauen von ihren mit geringer Beute heimkehrenden Wikinger-Männern enttäuscht. Jedoch taucht das fremde Mädchen wieder auf, welches sich heimlich an Bord des Drachenschiffes geschlichen hat. Halvar allerdings fesselt und versklavt sie. Wickie nimmt das Buch genauer in Augenschein und stellt fest, dass es den Weg zum „Schatz der Götter“ weist, genauer zum „Hammer des Thor“, einer mächtigen Waffe, welche Blitze schleudert. Wie es der Zufall will, ist dafür auch ein Amulett nötig, welches Halvar bei sich trägt und von seinen Vorvätern geerbt hat. Die Wikinger feiern ein Fest und Halvar kündigt an, den Schatz suchen zu wollen. Doch alle Dorfbewohner schlafen Augenblicke später ein, da jemand ihr Getränk mit einem Schlafmittel versetzt hatte. Als sie aufwachen, ist Halvar verschwunden. Ein Streit zwischen den Dorfbewohnern darum beginnt, wer Häuptling Halvar vertreten solle. Der alte, weise Wikinger Urobe sagt, dass dies nach alter Wikinger-Tradition der Häuptlingssohn, also Wickie machen müsse. Nach anfänglicher Skepsis einiger und gewissen Problemen, die auf Wickies mangelnde nautische Erfahrung zurückzuführen sind, befinden sich die Wikinger mit ihrem Schiff auf See, um Halvar aus der Burg des Schrecklichen Sven zu befreien. Ihr Schiff gerät in einen schweren Sturm und droht zu kentern. Die Sklavin lässt sich von Wickie die Fesseln durchschneiden und klettert auf den Mast, um das Segel zu kappen. Bei dem Unwetter geht der Wikinger Snorre verloren. Die anderen finden ihn auf der Insel der Walküren wieder, werden von diesen jedoch fast von einer Klippe ins Meer gestürzt.
Wickie erwähnt gerade noch rechtzeitig den Schatz und dass der Schreckliche Sven ihn ebenfalls finden wolle, woraufhin sie freigelassen werden, um Svens Pläne zu vereiteln. Am „Kap der Angst“ erschleichen sie sich als Gaukler getarnt Zutritt zur Burg Svens. Sie finden den Kerker mit Halvar, welcher inzwischen von Sven seines Amuletts beraubt worden ist. Doch unerwartet schließt das Mädchen die Kerkertür hinter ihnen und die Mannschaft steckt in der Falle. Der Schreckliche Sven taucht auf und lobt das Mädchen, welche sich für die anderen als Svenja, Svens Tochter entpuppt. Wickie gelingt es jedoch, mittels einer Räuberleiter den Kerker zu verlassen. Der Versuch, die anderen Wikinger mit Hilfe eines Esels zu befreien, scheitert. Wickie schleicht sich deshalb ins Schlafgemach des Schrecklichen Sven und stiehlt diesem, der bereits schläft, die Schlüssel zum Kerker. Die Wikinger entkommen, doch Sven hat ihre Flucht bemerkt und nimmt mit einem seiner Schiffe die Verfolgung auf. Die Wikinger sehen keinen anderen Ausweg, als geradewegs in die gefürchtete Schlucht des Odin zu fahren. Dort drängt sie Sven mit seinem Schiff in einen Strudel. Nach einer turbulenten Fahrt durch ein Höhlensystem gelangen die Wikinger nach Grönland. Sie sind nicht für die dortige Kälte gewappnet. Zu ihrem Glück kommen ihnen aber die Inuit zu Hilfe, die auch den Weg zum „Palast des ewigen Eises“ kennen, wo sich der Schatz befinden soll. Doch der Schreckliche Sven und seine Leute sind vor ihnen da und entdecken Halvar und seine Mannschaft.
Sven zwingt Wickie, das Rätsel um den verborgenen Schatz zu lösen und herauszufinden, wie man die Gefahr riesiger, herabfallender Eiszapfen umgeht. Wickie bewahrt Svenja vor einem Sturz in den Abgrund. Als sie schließlich den Schatz, den legendären „Hammer des Thor“ finden, gelingt es Sven, diesen an sich zu reißen. In seiner hastigen Gier stürzt er jedoch in ein Loch und kann sich gerade noch mit Mühe an dessen Rand festhalten. Er fordert seine Tochter auf, sich schnell den Hammer zu greifen und damit Halvar und Wickie zu besiegen. Sie gehorcht ihm jedoch nicht und wirft stattdessen den Hammer in den Abgrund, wo er keinem der Kontrahenten mehr Schaden zufügen kann. Halvar zieht Sven aus dem Loch und tauscht ihn und Svens Mannschaft gefesselt bei den Inuit gegen in ihrem Dorf Flake dringend benötigte Waren wie Felle ein. Wickie und Svenja versöhnen sich. Wickies Angebot, mit nach Flake zu kommen, lehnt Svenja jedoch ab, da ihr Vater ihre Intelligenz genauso braucht wie Wickies Vater seine.

## Kritiken
Von allen Kritikern wird einhellig festgestellt, dass die Kinder im Publikum beim Betrachten des Films viel Spaß hatten (z. B. durch die Formulierung: „‚Wickie auf großer Fahrt‘ scheint den Geschmack der angestrebten Zielgruppe zu treffen.“). Die Filmmacher werden gelobt für den gekonnten Einsatz der 3D-Technik, obwohl diese  in dem Film erstmals in Deutschland an realen Darstellern erprobt wurde: „Dreidimensionales Highlight ist […] Snorres Zahnziehaktion mittels Pfeil und Schnur: wenn der verfaulte Zahn des knorrigen Wikingers seine Flugbahn durch das Publikum zieht.“
Negativ bewertet wird vor allem, dass der Drehbuchautor Christian Ditter seine Vorlage, die Indiana-Jones-Reihe, zu direkt kopiert habe, was bei vielen, vor allem bei den Cineasten im erwachsenen Publikum, Unbehagen ausgelöst habe.

## Produktion

### Besetzung
Nachdem bei der ersten Realfilm-Adaption Wickie und die starken Männer noch Michael Herbig Regie geführt hatte, übernahm bei Wickie auf großer Fahrt Christian Ditter die Regie. Die Besetzung der „starken Männer“ für den ersten Film (Wickie und die starken Männer) wurde in der Castingshow Bully sucht die starken Männer ermittelt. Dieselbe Besetzung wurde auch für die Fortsetzung eingesetzt. Sie wurde von einer neuen Freundin für Wickie verstärkt, die in einem öffentlichen Casting im Juli 2010 gesucht wurde.

### Dreharbeiten

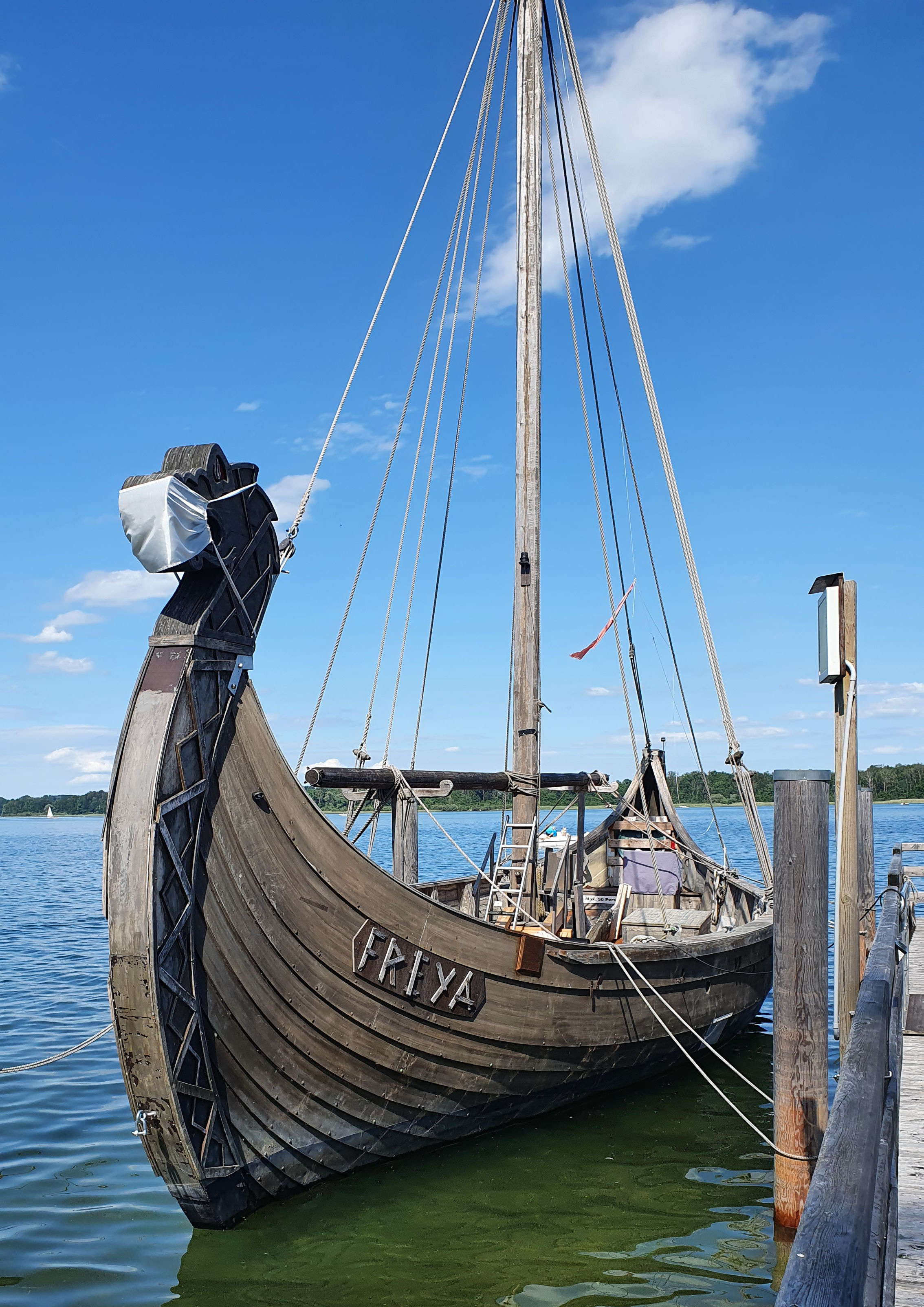
Das originale Wikinger-Schiff „Freya“ aus den Dreharbeiten liegt heute am Chiemsee in Bayern.

Der Film wurde unter anderem in den Bavaria Filmstudios (Deutschland), in Dänemark, England und Malta gedreht.
Das Filmkulissendorf „Flake“ wurde im Sommer 2010 erneut in Sachenbach für die Dreharbeiten errichtet. Danach wurde es wieder nach Walchensee gebracht, wo es wie nach dem Dreh zum ersten Teil als Ausflugsziel besucht werden kann.

### 3D-Technik
Für den Film wurde eigens ein 3D-Rig von der Münchner Firma Stereotec entwickelt, auf das zwei ARRI Alexa Kameras mit Zooms montiert werden konnten und das komplett fernsteuerbar ist. Damit konnte Zeit beim 3D-Dreh gespart werden. Zum Team kam ein Stereograph (Florian Maier) dazu.

### Erfolg
Den Film sahen in Deutschland im Jahr 2011 1.737.818 Zuschauer. Die Produktionskosten betrugen über 12 Millionen Euro. Obwohl den Film nicht annähernd so viele Zuschauer im Kino sahen wie den Vorgängerfilm (dieser verzeichnete über 5 Millionen Kinobesucher), gilt er als ökonomischer Erfolg.

### Titellied
Das bekannte Lied Hey, Hey, Wickie wurde exklusiv für den Film von der deutschen Popmusikerin Nena feat. K-rings neu aufgelegt.

## Fortsetzung
Für 2012 war ursprünglich die Produktion eines dritten Teils unter dem Titel Wickie und der große Wettkampf geplant, allerdings wurde diese nicht umgesetzt.